# Широкоивичест лазещ смок
Широкоивичестите лазещи смокове (Oreocryptophis porphyraceus) са вид влечуги от семейство Смокообразни (Colubridae).
Разпространени са в Югоизточна Азия и Южен Китай.
Таксонът е описан за пръв път от датския зоолог Теодор Едвард Кантор през 1839 година.

## Подвидове
- Oreocryptophis porphyracea coxi
- Oreocryptophis porphyracea hainana
- Oreocryptophis porphyracea laticincta
- Oreocryptophis porphyracea nigrofasciata
- Oreocryptophis porphyracea porphyracea
- Oreocryptophis porphyracea pulchra
- Oreocryptophis porphyracea vaillanti
- Oreocryptophis porphyraceus kawakamii
- Oreocryptophis porphyraceus pulchra